# Canicule européenne de juillet-août 2018
Pour les articles homonymes, voir Canicule en Europe.
La canicule européenne de 2018 est une période de chaleur estivale inhabituelle qui affecte l'Europe en juillet et août 2018. Elle est remarquable par sa durée (16 jours) mais son intensité reste modérée, derrière la canicule de 2003.
Survenue 3 ans après la canicule de 2015, elle sera suivie 1 an plus tard par la canicule précoce de 2019.

## Situation météorologique

### Europe du Sud

#### Espagne
Le thermomètre a grimpé à 45 °C, les autorités espagnoles ont déclenché l'alerte rouge sur le pays.

#### Grèce
Le pays est frappé par une vague de chaleur qui provoque le 24 juillet des incendies autour d'Athènes, et notamment au port de Rafina, à l'est de la capitale, encerclé par les flammes. À Máti, une localité balnéaire à 30 km d'Athènes, 26 personnes meurent dans la cour d'une villa. D'autres se retrouvent pris au piège dans leur véhicule en tentant de fuir les flammes. Sur la côte, des rescapés plongent dans la mer pour échapper au feu.
Le bilan de l'incendie est de 102 morts et 180 blessés.

#### Italie
Une femme de 79 ans meurt sur une plage de Ligurie à la suite d'un malaise, qui pourrait être dû à la chaleur.

#### Portugal
Une température de 46,8 °C est enregistrée dans la freguesia d'Alvega, située dans la municipalité d'Abrantes, à environ 100 km au nord de Lisbonne. Dans la capitale, le mercure est grimpé jusqu'à 44 °C, battant ainsi le précédent record de 43 °C qui datait du 14 juin 1981. Un incendie de forêt se déclenche le 3 août à Monchique, favorisé par « une température de 46 °C, mais un ressenti de 50 °C » ainsi qu'un très faible taux d'humidité de l'air.

### Europe centrale et du nord

#### Allemagne
Les fortes chaleurs réchauffent plusieurs lacs et canaux du pays, ce qui alarment les scientifiques, qui craignent une extinction massive de poissons. À Berlin, la température de plusieurs lacs atteint les 30 °C, ce qui fait craindre un désastre écologique.

#### Autriche
Le thermomètre grimpe jusqu'à 34 °C à Vienne, tandis que la température au soleil dépasse facilement les 50 °C.

#### Belgique
Le record national de température tous mois confondu avait été égalé dans la ville de Hechtel-Eksel en Région flamande, avec 38,8°C durant la journée du 28 juillet 2018, ce fut la journée la plus chaude jamais enregistrée en Belgique. À Uccle, le record fut de 35,4°C les 26 et 27 juillet 2018.

#### France
66 départements sont classés en vigilance orange canicule par Météo-France avec des températures qui dépassent les 40 °C. L’été 2018 devient alors le 2ème plus chaud de l’histoire en France.

#### Pays-Bas
Certaines sections d'autoroutes se retrouvent fermées par les autorités, car l'asphalte commence à fondre sous l'effet de la chaleur. Dans le centre du pays, la municipalité de Zwolle procède le 3 juillet à la coupe des branches de plus d'une centaine de peupliers qui risquaient de se briser spontanément à cause de la chaleur et de représenter ainsi un danger.

#### Royaume-Uni
Le Royaume-Uni connaît sa pire canicule depuis des décennies, le record de 38,5 °C enregistré en Angleterre en 2003, menace d'être battu. L'Écosse enregistre un record de 33,2 °C à Motherwell.
Fin juin, des restrictions d'eau avaient déjà été mises en place en Irlande du Nord.

#### Suède
Le pays enregistre son mois de juillet le plus chaud depuis 250 ans. Début août, il connaît des températures inhabituellement hautes, tournant autour de 30 °C. Le pays perd également son point culminant durant cette canicule. Il s'agissait jusqu'alors du pic sud du Kebnekaise, un glacier situé dans l'Arctique. Ce dernier ayant cependant perdu 14 cm par jour durant le mois de juillet, il se fait dépasser par le pic nord du Kebnekaise, composé de rochers, qui devient donc le plus haut point de Suède avec 2096,8 m de haut.

## Conséquences sanitaires
Espagne : Neuf personnes sont décédées